# Лжепестрянка дальневосточная
Лжепестрянка дальневосточная (Syntomis germana Felder, 1862, или Amata germana), — бабочка из подсемейства медведицы в составе семейства Эребиды.

## Описание
Передние крылья вытянутые, задние — короткие. Основной фон крыльев коричневый. На передних крыльях обычно по шесть прозрачных пятен, на задних — одно крупное прозрачное пятно. Брюшко желтое, с узкой коричневой окантовкой сегментов. Окраской сильно отличается от других российских видов рода. Конец брюшка заметно выдается за нижний край задних крыльев. Усики длинные, нитевидные.

## Замечание по таксономии
В. В. Золотухин относил вид к палеарктическому роду Syntomis, но часто его включают в огромный род Amata.

## Ареал
Юг Дальнего Востока России: юг Амурской области, Еврейская АО, юг Хабаровского края на северо-восток до Мариинского, Приморский край; Корея, Северо-Восточный, Восточный и Центральный Китай, Япония. Особые подвиды встречаются на Тайване, в Индокитае и на острове Ява.

## Биология
Бабочки встречаются на лугах и пустырях. За год развивается в одном поколении. Летают днём в июле.